# Nekrolog 1445
Nekrolog
◄◄
| ◄
| 1441
| 1442
| 1443
| 1444
| 1445 | 1446 | 1447 | 1448 | 1449 | ► | ►►
Weitere Ereignisse | Allgemeiner Nekrolog 1445
Die Beschreibung der verstorbenen Person sollte so kurz wie möglich gehalten sein und nur deren signifikante Tätigkeit(en) enthalten.
Neue Namen ggf. auch unter dem Geburts- und Sterbedatum, also etwa unter 1. Januar und im Geburts- und Sterbejahr (2024) eintragen (nur bei entsprechender großer Wichtigkeit). Für Beispiele siehe die schon vorhandenen Artikel.
Außerdem über die fünf zuletzt Verstorbenen, zu denen es einen ausreichend guten Artikel für eine Präsentation auf der Hauptseite gibt, nach der todesbedingten Überarbeitung der Artikel ggf. auch unter Wikipedia Diskussion:Hauptseite informieren und sie am besten auch in den anderen Wikipedia-Sprachversionen eintragen. Tipp: Regelmäßig bei news.google.de nach „ist tot“, „gestorben“ oder „verstorben“ suchen.
Wenn eine Person gestorben ist, gibt es viele Seiten zu dieser Person in der Wikipedia, die davon auch betroffen sind und entsprechend aktualisiert werden müssen. Beispiele: Namenübersichtsseite, Geburtsjahr, Geburtsort-Seiten und viele mehr.
Wie finde ich die betroffenen Seiten?
Im Suchfeld auf der linken Seite gibt man den Suchbegriff so ein: „Vorname Nachname“. Dann klickt man auf Volltext und alle Seiten mit entsprechendem Suchtext werden aufgerufen. Hier sieht man dann schnell, wo auch das Todesjahr Sinn macht oder sogar ein Teil des Artikels angepasst werden muss. Auch hilft das „Werkzeug“ auf der linken Seite sehr gut, um solche Seiten aufzufinden: „Links auf diese Seite“. Somit ist die Wikipedia wieder aktuell in allen Bereichen! Hinweis: bei Eintragung der Kategorie „Gestorben JAHR“ wird der Missbrauchsfilter 49 ausgelöst, was jedoch nicht schlimm ist. Siehe: Spezial:Missbrauchsfilter/49
Dies ist eine Liste von im Jahr 1445 verstorbenen bekannten Persönlichkeiten. Die Einträge erfolgen innerhalb der einzelnen Daten alphabetisch sortiert. Tiere sind im Nekrolog für Tiere zu finden.

## Januar
| Tag        | Name              | Beruf, bekannt als                           | Alter | Beleg |
| ---------- | ----------------- | -------------------------------------------- | ----- | ----- |
| 19. Januar | Antonio Correr    | italienischer Kardinal                       | 75    |       |
| 25. Januar | Hille Sonderlants | Ordensfrau und Priorin im Kloster Diepenveen |       |       |

## Februar
| Tag         | Name                   | Beruf, bekannt als                                         | Alter | Beleg |
| ----------- | ---------------------- | ---------------------------------------------------------- | ----- | ----- |
| 19. Februar | Eleonore von Aragonien | Prinzessin von Aragonien (Aragón) und Königin von Portugal |       |       |
| 24. Februar | Nicolaus de Tudeschis  | italienischer Theologe und Erzbischof von Palermo          |       |       |

## März
| Tag      | Name                        | Beruf, bekannt als                    | Alter | Beleg |
| -------- | --------------------------- | ------------------------------------- | ----- | ----- |
| 23. März | Günther II. von Schwarzburg | katholischer Erzbischof von Magdeburg |       |       |

## April
| Tag       | Name         | Beruf, bekannt als                       | Alter | Beleg |
| --------- | ------------ | ---------------------------------------- | ----- | ----- |
| 13. April | Ludwig VIII. | Herzog von Bayern-Ingolstadt (1443–1445) | 41    |       |

## Mai
| Tag     | Name                                       | Beruf, bekannt als                                                  | Alter | Beleg |
| ------- | ------------------------------------------ | ------------------------------------------------------------------- | ----- | ----- |
| 1. Mai  | Friedrich von Domneck                      | kurpfälzischer Rat, Domdekan und Fürstbischof von Worms (1426–1445) |       |       |
| 16. Mai | Nikolaus van Bueren                        | Dombaumeister am Kölner Dom                                         |       |       |
| 18. Mai | William Ferrers, 5. Baron Ferrers of Groby | englischer Adeliger                                                 | 73    |       |

## Juli
| Tag      | Name          | Beruf, bekannt als     | Alter | Beleg |
| -------- | ------------- | ---------------------- | ----- | ----- |
| 15. Juli | Joan Beaufort | Königin von Schottland |       |       |

## August
| Tag        | Name                      | Beruf, bekannt als                                           | Alter | Beleg |
| ---------- | ------------------------- | ------------------------------------------------------------ | ----- | ----- |
| 2. August  | Oswald von Wolkenstein    | mittelalterlicher Dichter, Komponist und Diplomat            |       |       |
| 11. August | Alberto Alberti           | Kardinal der katholischen Kirche                             |       |       |
| 16. August | Margarethe von Schottland | schottische Prinzessin, durch Heirat französische Prinzessin | 20    |       |

## September
| Tag           | Name                           | Beruf, bekannt als         | Alter | Beleg |
| ------------- | ------------------------------ | -------------------------- | ----- | ----- |
| 9. September  | Albrecht II. von Hohenrechberg | Fürstbischof von Eichstätt |       |       |
| 13. September | Johann Jakob                   | Markgraf von Montferrat    | 50    |       |
| 29. September | Augustin                       | Weihbischof in Meißen      |       |       |

## Oktober
| Tag        | Name              | Beruf, bekannt als                                               | Alter | Beleg |
| ---------- | ----------------- | ---------------------------------------------------------------- | ----- | ----- |
| 9. Oktober | Gerardo Landriani | italienischer Gesandter, Bischof von Lodi und von Como, Kardinal |       |       |

## Datum unbekannt
| Tag | Name                 | Beruf, bekannt als                                                                       | Alter | Beleg |
| --- | -------------------- | ---------------------------------------------------------------------------------------- | ----- | ----- |
|     | Domenico di Bartolo  | italienischer Maler                                                                      |       |       |
|     | Erhart Griesser      | Wiener Ratsherr und Grundbesitzer                                                        |       |       |
|     | Jetsün Sherab Sengge | Gründer des Unteren Tantra-Kollegs/der Unteren Tantrischen Fakultät (Gyüme) im Jahr 1433 |       |       |
|     | Ulug Mehmed          | Khan der Goldenen Horde                                                                  |       |       |
|     | William ap Thomas    | walisischer Adeliger, Erbauer von Raglan Castle                                          |       |       |